# Epimetopus punctipennis
Epimetopus punctipennis är en skalbaggsart som beskrevs av Perkins 1979. Epimetopus punctipennis ingår i släktet Epimetopus och familjen Epimetopidae. Inga underarter finns listade i Catalogue of Life.